# Neolophonotus dichaetus
Neolophonotus dichaetus är en tvåvingeart som beskrevs av Hull 1967. Neolophonotus dichaetus ingår i släktet Neolophonotus och familjen rovflugor. Inga underarter finns listade i Catalogue of Life.